# Buddleja gynandra
Buddleja gynandra là một loài thực vật có hoa trong họ Huyền sâm. Loài này được C.Marquand mô tả khoa học lần đầu tiên vào năm 1930.